# Artena lacteicincta
Artena lacteicincta är en fjärilsart som beskrevs av George Francis Hampson 1912. Artena lacteicincta ingår i släktet Artena och familjen nattflyn. Inga underarter finns listade i Catalogue of Life.